# Damien Schmitt
Damien Schmitt (ur. 12 kwietnia 1981 w Saint-Nazaire, we Francji) – francuski perkusista jazzowy.

## Życiorys
Naukę gry na perkusji rozpoczął w wieku czterech lat pod okiem swojego ojca, grywał wówczas w rodzinnym zespole. W ciągu kilku kolejnych lat zdobył szeroką wiedzę muzyczną z zakresu gry w stylach takich jak funk, hip-hop, metal, rock, jazz czy jazz fusion. Stworzył własny zespół, z którym dostał się do finału prestiżowego "Printemps de Bourges" we Francji w 2000 roku. 
Grał z wieloma muzykami, takimi jak: Yannick Noah, Khaled, Zap Mama, zastępował Paco Sery'ego w zespole Sixun. Jest regularnie zapraszany do "Klinik Perkusyjnych" w USA i Japonii. Obecnie często współpracuje z gitarzystą basowym Hadrienem Feraudem.
Pod koniec 2007 roku Guy Nsangue przedstawił Damiena Jeanowi-Lucowi Ponty'emu, który został bardzo pozytywnie zaskoczony jego nadzwyczajną techniką i dużą kreatywnością artysty. Od tego czasu perkusista dołączył na stałe do zespołu Ponty'ego (JLP – Jean-Luc Ponty Band).